# Hatif Janabi
Hatif Janabi, również Hatif Al-Janabi, Hatif Al-Dżanabi (ur. 1952 w Gammas nieopodal Babilonu) – iracko-polski poeta, pisarz i tłumacz. Emerytowany pracownik Katedry Arabistyki i Islamistyki Wydziału Orientalistycznego Uniwersytetu Warszawskiego.

## Życiorys
Studiował arabistykę na Uniwersytecie Bagdadzkim. W 1970 zadebiutował w prasie. Podczas studiów z powodu bankructwa ojca musiał zarabiać na życie handlując na ulicach i w kawiarniach Bagdadu papierosami i bielizną. Po studiach pracował jako nauczyciel literatury arabskiej w Kirkuku na północy kraju. W sierpniu 1976 opuścił Irak ze względu na represje polityczne i przeniósł się do Warszawy. W 1979 ukończył filologię polską na Uniwersytecie Warszawskim, a w 1983 doktoryzował się na podstawie pracy z zakresu teatrologii. Od 1979 pracuje na warszawskiej arabistyce. W latach 1985–1988 wykładał literaturę arabską na Uniwersytecie Tizi-Ouzu w Algierii, a w latach 1993–1994 był visiting scholar na Indiana University.
Jest tłumaczem literatury polskiej na język arabski. Może poszczycić się tłumaczeniami takich autorów jak: Adam Mickiewicz, Czesław Miłosz, Wisława Szymborska, Juliusz Słowacki, Zbigniew Herbert, Tadeusz Różewicz, Stanisław Grochowiak, Adam Zagajewski, Edward Stachura, Rafał Wojaczek, Ryszard Kapuściński, Olga Tokarczuk czy Leszek Kołakowski.

## Publikacje
- Księga Wschodu, Iskry, Warszawa 1983.
- Rozbite wiersze, tłum. Jan Leończuk, Krajowa Agencja Wydawnicza, Białystok 1987.
- Dzikie kontynenty, tłum. Jan Leończuk, Staromiejski Dom Kultury, Warszawa 1991.
- Pył gazeli, tłum. Hanna Jankowska i Małgorzata Szyburska, Dialog, Warszawa 1992.
- Aniołowie miłosierdzia, tłum. Marek M. Dziekan, Świat Literacki, Warszawa 1995.
- Teatr arabski. Źródła – historia – poszukiwania, Dialog, Warszawa 1995.
- Questions and Their Retinue. Selected Poems of Hatif Janabi, tłum. Khaled Mattawa, The University of Arkansas, 1996.
- Babilon poszukuje Babilonu, Świat Literacki, Izabelin 1998.
- Le Midi arabe. Poèmes traduits de l’arabe (Irak) par Abdelfattah Makoudi, Buchet-Chastel, Paris 2007.
- Ceremonie ziemi i nieba. Wiersze i poematy, Wydawnictwo Prymat Mariusz Śliwowski, Białystok 2008.

## Nagrody
- Nagroda literacka ZAiKS-u dla tłumaczy (2003)[2]
- Nagroda Transatlantyk[3] przyznana przez Instytut Książki za wybitne osiągnięcia w popularyzacji literatury polskiej za granicą (2023)[4]